# Pseudococcobius
Pseudococcobius is een geslacht van vliesvleugeligen uit de familie Encyrtidae. De wetenschappelijke naam van dit geslacht is voor het eerst geldig gepubliceerd in 1916 door Timberlake.

## Soorten
Het geslacht Pseudococcobius omvat de volgende soorten:
- Pseudococcobius akares Prinsloo, 2003
- Pseudococcobius ancylus Prinsloo, 2003
- Pseudococcobius annulipes Noyes, 1988
- Pseudococcobius dolus Prinsloo, 2003
- Pseudococcobius flavicornis Xu, 2004
- Pseudococcobius noyesi Zhu & Zhang, 2009
- Pseudococcobius obenbergeri (Novickij, 1926)
- Pseudococcobius quinqueguttatus (Girault, 1925)
- Pseudococcobius san Prinsloo, 2003
- Pseudococcobius terryi (Fullaway, 1913)
- Pseudococcobius vibex Prinsloo, 2003
- Pseudococcobius vinealis Prinsloo, 2003